# 马克斯·贝克曼
马克斯·贝克曼（Max Beckmann，1884年2月12日—1950年12月28日），德国画家、雕塑家、作家。生于莱比锡，1906年开始创作生涯。初期属印象主义画派，后转向表现主义和象征主义。1933年希特勒上台后被指责为颓废艺术的代表，1936年因躲避政治迫害移居阿姆斯特丹，1947年赴美。在圣路易斯华盛顿大学及布洛克林展览馆工作。其作品受印象派及象征主义的影响，常常刻画悲剧之中或极具生机的人物，主要作品有三折画《出发》（1932-1935）、《捉迷藏》（1945）、《阿尔戈英雄》（1949-1950），以及象征主义作品《带篷马车》等。卒于纽约。

## 延伸阅读
- 辜亚兰主编. 马克斯·贝克曼. 武汉市：湖北美术出版社, 2003.06.